# Michael Halliday
Michael Alexander Kirkwood Halliday, spesso M. A. K. Halliday, (Leeds, 13 aprile 1925 – Sydney, 15 aprile 2018) è stato un linguista inglese.
Ideatore del modello "Linguistica sistemico-funzionale" (Systemic functional linguistics, SFL) su cui si basa la "Grammatica sistemico-funzionale", si è dedicato per molti anni alla lingua cinese e inglese, per poi impegnarsi nella linguistica. Le aree principali su cui ha concentrato la propria ricerca sono la teoria dell'intonazione e dei fenomeni prosodici, la teoria della grammatica (in particolare tema e transitività), lo sviluppo del linguaggio nel bambino, la linguistica testuale e le variazioni di registro, le applicazioni della linguistica in campo educativo e lo studio dell'intelligenza artificiale.

## Biografia
Halliday nasce e cresce in Inghilterra. Il suo interesse per le lingue viene coltivato dai genitori: la madre aveva studiato francese, ed il padre era un dialettologo, un poeta dialettale, e un insegnante di inglese con l'amore per la grammatica e il teatro elisabettiano. Nel 1942, Halliday si offre volontario per il servizio nazionale di corsi di insegnamento di lingue straniere, dove viene selezionato per studiare cinese sulla base della sua abilità nel differenziare i toni. Dopo 18 mesi di pratica, passa un anno in India lavorando con l'Unità dell'Intelligence Cinese in un lavoro di controspionaggio. Nel 1945 ritorna a Londra per insegnare cinese. Lasciato l'esercito nel 1947, si laurea all'Università di Londra dopo aver condotto i suoi studi in Cina, ottenendo un BA Honours degree in lingua e letteratura cinese moderna (mandarino). Vive poi per tre anni in Cina, dove studia con Luo Changpei nell'Università di Pechino e con Wang Li nell'Università di Lingnan (Canton) prima di tornare in Inghilterra e svolgere un dottorato in linguistica cinese a Cambridge nel 1955 sotto la supervisione di Gustav Hallam e John Rupert Firth. Dopo aver insegnato lingue per 13 anni, si specializza in linguistica, e sviluppa la teoria della Linguistica sistemico-funzionale, oltre alla Grammatica sistemico-funzionale, elaborata sulle basi poste dall'insegnante britannico J. R. Firth e da un gruppo di linguisti europei nei primi nel Novecento, la scuola di Praga. Il suo articolo più esemplare sul modello fu pubblicato nel 1961.
La sua prima occupazione accademica fu Assistant Lecturer in cinese, all'Università di Cambridge, dal 1954 al 1958. Nel 1958 si trasferì a Edimburgo, dove divenne professore di linguistica generale fino al 1960, e poi lettore dal 1960 al 1963. Dal 1963 al 1965, è stato direttore del Centro di Ricerca e Comunicazione nella University College di Londra (UCL). Nel 1964, è stato professore della Società Linguistica americana (LSA Linguistic Society of America), nell'Università dell'Indiana. Dal 1965 al 1971 è stato professore di linguistica nella UCL. Nel 1972-73 è stato membro del Centro per lo studio avanzato in scienze comportamentali, a Stanford, e nel 1973-74 professore di linguistica nell'Università dell'Illinois. Nel 1974 tornò in Inghilterra come professore di lingue e linguistica all'Università dell'Essex e, dopo un breve periodo, nel 1976 si trasferì in Australia come professore ordinario di linguistica nell'Università di Sydney, dove rimase fino al congedo dall'attività accademica (avvenuto nel 1987). Ricevette lo status di Professore Emerito dell'Università di Sydney e di Macquarie (Sydney) nel 1987. È stato dottorando onorario nell'Università di Birmingham (1987), di York (1988), di Atene (1995), di Macquarie (1996), e di Lingnan (1999).

## Posizione linguistica e pensiero
Halliday ha lavorato in vari campi della linguistica, sia teorica che applicata, e si è interessato particolarmente di come i principi basilari del linguaggio possano essere applicati e compresi nella teoria e nella pratica dell'educazione.
È principalmente noto per le teorie grammaticali e le descrizioni delineate nel libro An Introduction to Functional Grammar, la cui prima pubblicazione è del 1985. Un'edizione revisionata è stata pubblicata nel 1994, e poi una terza, dalla quale collaborò con Christian Matthiessen, nel 2004. La quarta edizione è stata pubblicata nel 2014.
Si definisce un generalista per il fatto di aver «provato a guardare al linguaggio da ogni possibile punto di vista». Ha definito il suo lavoro come un "girovagare fra le strade principali e secondarie del linguaggio",  dichiarando che «se ha favorito una prospettiva, è stata quella sociale: il linguaggio come la creazione e il creatore della società umana».
Halliday segue Louis Hjelmslev e John Rupert Firth nel differenziare le categorie teoriche da quelle descrittive in ambito linguistico. Sostiene che le categorie teoriche e le loro interrelazioni costituiscono un modello astratto del linguaggio, sono interconnesse e reciprocamente definite. L'architettura teorica stessa deriva da lavori sulla descrizione di discorsi naturali, pertanto la teoria evolve continuamente dato che è nata per risolvere problemi di ricerca o di natura pratica: nessuna vera distinzione è fatta tra linguistica teorica e linguistica applicata. Halliday contrasta le categorie teoriche con quelle descrittive, definite come "categorie stabilite nella descrizione di particolari lingue"; nello specifico il suo lavoro di descrizione si è focalizzato sulla lingua inglese e cinese.
Halliday respinge esplicitamente la definizione del linguaggio associato con la tradizione generativista. Secondo lui il linguaggio non può essere equiparato con il gruppo di tutte le frasi grammaticali, sia che il gruppo sia concepito come finito o come infinito. Di conseguenza il linguaggio non può essere interpretato come un insieme di regole. Il linguaggio è un sistema semiotico, non nel senso di un sistema di segni, ma una risorsa sistemica di significato (che spesso chiama "potenziale di significato"), è cioè un sistema "semogenico", cioè un sistema che crea significato. Il potenziale di significato di una lingua è senza fine: nuovi significati possono sempre essere creati, e spesso lo sono. Il linguaggio è unico in quanto è capace di descrivere se stesso. Inoltre è l'interprete generale di tutti gli altri sistemi. La linguistica di conseguenza riguarda come le persone scambino significati operando con la lingua.
Rifiuta l'uso della logica formale nelle teorie linguistiche in quanto «irrilevante per la comprensione del linguaggio» e ritiene l'uso di un tale approccio «disastroso per la linguistica». Su Chomsky scrive che «problemi immaginari furono creati o rimasero irrisolti dall'insieme di dicotomie che Chomsky introdusse: non solo sintassi/semantica ma anche grammatica/lessico, linguaggio/pensiero, competenza/performance. Una volta che queste dicotomie saranno stabilite, il problema sorgerà nel localizzare e mantenere i confini tra esse».
La SFL è stata largamente sviluppata da Halliday e seguaci, ma si basa su precedenti lavori di linguisti come Bronislaw Malinowski e J. R. Firth.

## Studi sulla grammatica

### La lessico-grammatica
Halliday si riferisce alla grammatica anche come "lessico-grammatica", per rendere esplicito il fatto che, con sintassi e morfologia, anche il lessico fa parte della grammatica. La lessico-grammatica non è un sistema chiuso e determinato, e ciò determina tre conseguenze. La grammatica non può essere descritta come "nuove frasi create da parole vecchie", ossia come un insieme di parole in una combinazione non più ripetibile. Noi processiamo e memorizziamo interi gruppi, sintagmi, frasi, frasi complesse e addirittura testi (questo è un elemento fondamentale nello sviluppo del linguaggio da parte del bambino), ma anche creiamo costantemente nuove parole, e perfino nuovi morfemi. In secondo luogo, il sistema lessico-grammaticale di una lingua è intrinsecamente probabilistico, ossia le varie opzioni non sono equamente probabili. Questo è un punto importante perché forse le differenze di registro sono dovute alla differente probabilità nella grammatica. Infine, la grammatica è indeterminata, nel senso che ci sono spesso due o più interpretazioni possibili per uno stesso elemento, ognuna delle quali lo lega con elementi differenti.

### Categorie fondamentali
Il primo grande lavoro di Halliday sulla grammatica fu Categories of the theory of grammar, pubblicato nella rivista Word nel 1961,  nel quale propone quattro categorie fondamentali per la teoria della grammatica: "unità", "struttura", "classe", e "sistema". Pur sostenendo che tali categorie «sono nell'ordine più alto di astrazione», le ritiene necessarie «per rendere possibile una descrizione coerente di cos'è la grammatica e qual è il suo posto nel linguaggio». Nello spiegare la categoria "unità", Halliday propone la nozione di  "classifica". Le unità della grammatica formano una gerarchia, una scala dal più grande al più piccolo che per l'inglese propone come "frase", "proposizione", "gruppo/sintagma", "parola" e "morfema". Halliday definisce le strutture come somiglianza fra eventi in successione e come un accordo di elementi ordinati. Rifiuta una visione della struttura come legami di classe, ad esempio gruppo nominale + gruppo verbale + gruppo nominale, tra i quali ci sarebbe solo una specie di "solidarietà meccanica", descrivendola invece come "configurazione di funzioni, dove la solidarietà è organica", in cui ogni parte ha il proprio ruolo.

### La grammatica sistemica
Halliday sceglie la relazione paradigmatica piuttosto che quella sintagmatica. La relazione sintagmatica studia l'ordine di combinazione degli elementi in base alla funzione grammaticale (ad es. Nome + Verbo + Nome), mentre la paradigmatica guarda le varie alternative che si possono scegliere in base al contesto (ad es. "uomo" contrapposto a "ragazzo"). Una grammatica sistemica sceglie di usare la tecnica paradigmatica e descrive le possibili frasi che si possono creare. Questa descrizione è suddivisa in sotto-descrizioni associate alla scelta, in quanto quando una persona parla si trova a dover compiere diverse scelte. Ad esempio inizialmente dobbiamo decidere se dire una parola, un sintagma o una proposizione; se diciamo una parola abbiamo solo una scelta, se diciamo un sintagma dobbiamo scegliere se dire un gruppo nominale o un gruppo preposizionale, e se scegliamo un gruppo nominale dobbiamo decidere se è determinato o no. Se diciamo una proposizione dobbiamo decidere se usare tempi finiti o no, e così via. Un insieme di scelte (le possibili alternative) in un particolare contesto linguistico è chiamato sistema, e le alternative i termini del sistema. L'insieme dei sistemi per un particolare livello linguistico è chiamata rete di sistemi. La rete di sistemi descrive l'insieme delle opzioni disponibili al parlante a questo livello, sia in termini di possibili scelte, che in termini di conseguenze strutturali a quelle scelte.
L'approccio sistemico quindi guarda al linguaggio come ad un potenziale di scelta, con scelte che operano in particolari contesti. Un approccio sistemico permette di focalizzarsi sulle scelte significative nel linguaggio (ad esempio "attivo" contro "passivo"), senza pensare alla particolare struttura che le realizza.
La base della SFL è che il significato implica la scelta: se non ci sono alternative per fare qualcosa, vuol dire che quella scelta non è significativa. Può darsi anche l'inverso: se c'è una scelta in un contesto, allora quella scelta è significativa. Per esempio, lessicalmente abbiamo una scelta fra "cicca" e "sigaretta". L'uso della prima però è significativa perché denota una situazione come informale e può dirci qualcosa sull'origine socio-culturale del parlante.

### La grammatica funzionale
La grammatica di Halliday non si limita ad essere sistemica, ma sistemico funzionale. La linguistica sistemico funzionale non è solo un processo mentale, ma ha a che fare con la sociologia, in quanto studia come il linguaggio è usato in contesti sociali per raggiungere determinati obiettivi. Non studia come il linguaggio è processato o rappresentato nel cervello umano, ma guarda ai discorsi prodotti (orali o scritti) e al contesto in cui vengono prodotti. Per questo motivo la SFL dà più importanza alle funzioni del linguaggio piuttosto che alla sua struttura.
Le prime descrizioni grammaticali di Halliday, chiamate Notes on Transitivity and Theme in English – Parts 1-3 includono riferimenti ai quattro componenti della grammatica inglese rappresentando quattro funzioni a cui il linguaggio come sistema di comunicazione deve adempiere: l'esperienza, la logica, la dialettica (o funzione testuale) e il discorso funzionale o interpersonale. In questa riflessione sulle funzioni del linguaggio, Halliday attinge al lavoro di Karl Bühler e Bronislaw Malinowski.
La SFL è funzionale sotto diversi aspetti, ed in generale significa che l'attenzione su ciò che fa il linguaggio è più importante di come ciò viene fatto (la sua struttura). Alcuni dei modi in cui l'approccio funzionale è realizzato sono:
- etichette funzionali per elementi sintattici: la grammatica non è organizzata solo in unità (es. gruppo nominale) ma anche in termini di funzioni (soggetto, tema, ...).
- orientamento verso le funzioni per indicare a cosa serve un'espressione (funzioni discorsive): nella SFL ad ogni espressione è assegnata una funzione discorsiva, ad esempio dare informazioni (frase), chiedere informazioni (domanda), chiedere un'azione (ordine), offrire un'azione (offerta, promessa), ecc.
- visione del testo come un insieme per ottenere diverse funzioni sociali: comunicare informazioni e stabilire/mantenere relazioni sociali.
- il linguaggio è funzionale: la lingua non è primariamente uno strumento per comunicare idee, ma il suo scopo è quello di ottenere qualcosa, ha una funzione.[21]

## Il linguaggio nella società
Nel volume Language and society Halliday riflette sul nesso teorico e metodologico del linguaggio come primo e principale oggetto dell'"atto di significato". Questo volume contiene molti dei suoi primi articoli, nei quali stabilisce una profonda connessione tra linguaggio e struttura sociale; la lingua non è solo una parte del processo sociale, ma anche espressione, quasi metafora dell'azione sociale. La teoria della grammatica rende comprensibile la costruzione sociale della realtà ed è lo strumento più potente per intendere i processi discorsivi che dominano la società (e se necessario per difenderci da essi). Infatti scrive:
(M. A. K. Halliday, Language and society)

## Studi sullo sviluppo del linguaggio nei bambini
Nell'esporre le sue idee sullo sviluppo del linguaggio nei bambini, Halliday evita il concetto di acquisizione, nel quale il linguaggio è considerato un prodotto statico di cui il bambino si appropria quando una sufficiente esposizione al linguaggio naturale permette le regolazioni dei parametri della Grammatica Universale. Diversamente, per Halliday quello che il bambino sviluppa è un "potenziale di significato". Imparare una lingua è per lui "imparare come significare" (Learning how to mean), come il nome del suo noto primo studio sullo sviluppo del linguaggio infantile, presente ora nel volume The Language of Early Childhood.
Halliday identifica sette funzioni che il linguaggio ha per i bambini nei primi anni. I bambini sarebbero motivati a sviluppare il linguaggio perché esso soddisfa per loro certi obiettivi o funzioni. Le prime quattro funzioni - strumentale, regolatoria, interazionale e personale - aiutano i bambini a soddisfare bisogni fisici, emotivi e sociali.
- Strumentale: Quando il bambino usa il linguaggio per esprimere i suoi bisogni (es. "Voglio il succo")
- Regolatoria: Il linguaggio è usato per dire agli altri cosa fare (es. "Vai via")
- Interazionale: Il linguaggio è usato per creare contatto con gli altri e instaurare relazioni (es. "Ti voglio bene mamma")
- Personale: L'uso del linguaggio per esprimere sentimenti, opinioni e identità individuali (es. "Io sono bravo")

Le successive tre funzioni - euristica, creativa e rappresentativa - aiutano il bambino a fare i conti con il suo ambiente.
- Euristica: Quando il linguaggio è usato per ottenere informazioni sull'ambiente (es. "Cosa sta facendo il trattore?")
- Creativa: Il linguaggio è usato per raccontare storie e battute, e per creare un ambiente immaginario. (es. "C'era una volta una strega...")
- Rappresentativa: L'uso del linguaggio per trasmettere fatti e informazioni. (es. "Lo sapevi che...")[33]

Secondo Halliday, mano a mano che il bambino si destreggia nella lingua madre, queste funzioni lasciano il posto alle generalizzate meta-funzioni del linguaggio. In questo processo, fra il livello del sistema del proto-linguaggio (formato dalla coppia "significante e significato" di Saussure), viene inserito un livello addizionale, ottenendo quindi due livelli: lessico-grammatica e semantica. Il piano dell'espressione a sua volta consiste di due livelli: fonetica e fonologia.

## Opere
- Grammatical categories in Modern Chinese, Philological Society, 1956
- The language of the Chinese "Secret history of the Mongols", Oxford, Blackwell, 1959
- Categories of the Theory of Grammar, Linguistic Circle, 1961
- The linguistic sciences and language teaching, con A. McIntosh Londra, Longman, 1964
- Patterns of language : papers in general, descriptive and applied linguistics, con A. McIntosh, Londra, Longmans, 1966
- Grammar, society and the noun, Londra, 1967
- Intonation and grammar in British English, 1967
- Notes on Transitivity and Theme in English – Parts 1-3, Department of General, 1968
- A course in Spoken English: Intonation, Oxford, Oxford University Press, 1970
- Towards a sociological semantics, Urbino, Università degli studi, 1972
- Explorations in the functions of language, Londra, Arnold, 1973
- Language and social man, Longman, 1974
- Learning how to mean: explorations in the development of language, Londra, Arnold, 1975 (it: Lo sviluppo del significato nel bambino, 1980)
- Cohesion in English, con R. Hasan, Londra, Longman, 1976
- System and function in language, 1976
- Halliday: System Function in Language: Selected Papers, Oxford University Press, 1976
- An Interpretation of the Functional Relationship Between Language and Social Structure, 1976
- Aims and perspectives in linguistics, University of Melbourne, 1977
- Language as social semiotic: the social interpretation of language and meaning, Londra, Arnold, 1978
- Readings in systemic linguistics, con J. R. Martin, Londra, Batsford Academic and Educational, 1981
- An introduction to functional grammar, Londra, Arnold, 1985
- Language context and text: aspects of language in a social semiotic perspective, Victoria, Deakin University, 1985
- Spoken and written language, Victoria, Deakin University, 1985
- Language development: learning language, learning culture, con J. R. Martin, R. Hasan, Ablex Pub. Corp., 1989
- Writing science: literacy and discursive power, con J. R. Martin, Londra, The Falmer press, 1993
- Language in a changing world, APplied Linguistics Association of Australia, 1993
- Construing Experience Through Meaning: A Language-based Approach to Cognition, con C. M. I. M. Matthiessen, Cassell, 1999
- "Judge Takes No Cap in Mid-sentence": On the Complementarity of Grammar and Lexis, Università di Birmingham, 2002
- Linguistic studies of text and discourse, con J. Webster, Continuum,  2002
- La serie The Collected works of M. A. K. Halliday, edita da J. Webster e stampata presso Londra, Continuum a partire dal 2002 che raccoglie una selezione dei suoi scritti a partire dal 1951,[35] suddivisa in:[36]
  1. On Grammar, 2002
  2. Text and Discourse, 2002
  3. On language and linguistics, 2003
  4. The language of early childhood, 2004
  5. The language of science, 2004
  6. Computational and quantitative studies, 2004
  7. Studies in English language, 2005
  8. Studies in Chinese language, 2006
  9. Language and Education, 2007
  10. Language and society, 2007
  11. Halliday in the 21st Century, 2013
- Lexicology: a short introduction, con C. Yallop, Londra, Continuum, 2007
- Intonation in the Grammar of English, con W. S. Greaves, Equinox Pub., 2008
- Interviews with M. A. K. Halliday: language turned back on himself, con J. R. Martin,  Londra, Bloomsbury academic, 2013
- Text linguistics: the how and why of meaning, con J. Jonathan, Sheffield, Equinox, 2014